# Сан (фамилия)

Иероглиф клана Сан

Сан (Sang) — китайская фамилия (клан). 桑 — растение щелковица белая.

## Известные Сан
- Сан Хунъян, 桑弘羊 (152—80 до н. э.) — известный чиновник династии Хань, с деятельностью которого связано установление государственной монополии на железо и соль.
- Сан Сюэ (1984) — китайская спортсменка (прыжки в воду).
- Сан Лань, 桑兰 (1981 г.р.) — китайская гимнастка, чемпионка Китая (1997).